# Emas
Emas là một đô thị thuộc bang Paraíba, Brasil. Đô thị này có diện tích 240,898 km², dân số năm 2007 là 3011 người, mật độ 12,5 người/km².